# Premier League (Saint Kitts e Nevis)
La Premier League è la massima competizione calcistica di Saint Kitts e Nevis, organizzata dalla SKNFA. Fondata nel 1980 come Super League, nel 2017 ha assunto l'attuale denominazione.

## Formula e regolamento
Attualmente conta 12 club partecipanti, e la stagione dura da settembre a maggio.
Nella fase regolare, ogni società affronta le altre due volte (in casa e in trasferta) e le prime sei si qualificano per i play-off. In questa seconda fase le squadre si sfidano una volta e le prime due giocano uno spareggio alla meglio delle tre gare per determinare la vincitrice.
Le ultime due classificate nella stagione regolare sono retrocesse nella Division 1, da cui ne vengono promosse altre due.

## Squadre 2021
- Bath United
- Cayon Rockets
- Conaree FC
- Dieppe Bay Eagles
- Garden Hotspurs
- Jets
- Newtown Utd
- Saddlers Utd
- St. Paul's Utd
- St. Peters Strikers
- Trafalgar Southstars
- Village Superstars

## Albo d'oro
- 1980:  Village Superstars
- 1981:  Newtown Utd
- 1982: sconosciuto
- 1983: sconosciuto
- 1984:  Newtown Utd
- 1985: sconosciuto
- 1986:  Garden Hotspurs
- 1987:  Newtown Utd
- 1988:  Newtown Utd
- 1989:  Newtown Utd
- 1990:  Garden Hotspurs
- 1991:  Village Superstars
- 1992:  Newtown Utd
- 1993:  Newtown Utd
- 1994:  Garden Hotspurs
- 1995:  Newtown Utd
- 1996:  Newtown Utd
- 1997:  Newtown Utd
- 1998:  Newtown Utd
- 1999:  St. Paul's Utd
- 2000-01:  Garden Hotspurs
- 2001-02:  Cayon Rockets
- 2002-03:  Village Superstars
- 2003-04:  Newtown Utd
- 2004-05:  Village Superstars
- 2005-06:  Village Superstars
- 2006-07:  Newtown Utd
- 2007-08:  Newtown Utd
- 2008-09:  St. Paul's Utd
- 2009-10:  Newtown Utd
- 2010-11:  Village Superstars
- 2011-12:  Newtown Utd
- 2012-2013:  Conaree FC
- 2013-2014:  St. Paul's Utd
- 2014-2015:  St. Paul's Utd
- 2015-2016:  Cayon Rockets
- 2016-2017:  Cayon Rockets
- 2017-2018:  Village Superstars
- 2018-2019: nessuno[2][3]
- 2019-2020:  St. Paul's Utd
- 2020-2021: Campionato interrotto[4]
- 2021-2022:  St. Paul's Utd
- 2023:  Village Superstars
- 2024:  St. Paul's Utd

## Vittorie per squadra
| Club               | Città        | Vittorie | Stagioni                                                                                       |
| ------------------ | ------------ | -------- | ---------------------------------------------------------------------------------------------- |
| Newtown Utd        | Basseterre   | 16       | 1981, 1984, 1987, 1988, 1989, 1992, 1993, 1995, 1996, 1997, 1998, 2004, 2007, 2008, 2010, 2012 |
| Village Superstars | Basseterre   | 8        | 1980, 1991, 2003, 2005, 2006, 2011, 2018, 2023                                                 |
| St. Paul's Utd     | Saint Paul's | 7        | 1999, 2009, 2014, 2015, 2020, 2022, 2024                                                       |
| Garden Hotspurs    | Basseterre   | 4        | 1986, 1990, 1994, 2001                                                                         |
| Cayon Rockets      | Cayon        | 3        | 2002, 2016, 2017                                                                               |
| Conaree FC         | Conaree      | 1        | 2013                                                                                           |